# Gonypetella carinata
Gonypetella carinata es una especie de mantis de la familia Mantidae.

## Distribución geográfica
Se encuentra en Kenia, Tanzania.